# Eduard Attenhofer
Eduard Attenhofer (geboren am 4. Januar 1842 in Zurzach, Kanton Aargau; gestorben am 26. März 1912) war ein Schweizer Journalist und Schriftsteller. 
Ein zentraler Punkt von Attenhofers journalistischer Arbeit war der Kampf gegen die Sozialdemokratie, dem er sich zuerst als Redaktor der Zürcher Limmat und ab 1885 in dem von ihm gegründeten und aus Kreisen des Zürcher Grossbürgertums finanzierten Stadtboten widmete. Der Stadtbote musste 1902 eingestellt werden. Seinen «Kampf gegen den Umsturz» beschrieb er in der 1890 erschienenen Schrift Der rothe Teufel.
Unter dem Pseudonym Chiridonius Chrügel veröffentlichte Attenhofer 1905 die phantastische Schöpfungsgeschichte Der Urtopf mit dem Urschleim und im gleichen Jahr den Zukunftsroman Zürich im Jahre 2000, in dem ein toter Journalist aus dem Himmel in das Zürich des Jahres 2000 zurückkehrt, das durch die Herrschaft der Sozialdemokratie an den Rand des Abgrunds gebracht worden ist.

## Bibliografie
- Des Männerchors Sängerfahrt zum eidgenössischen Liederfest in Solothurn 1868. Herzog, Zürich 1868.
- Die Schützenfahrt der Schweizer nach Macon und Lyon vom 5.–11. August 1871. Zürich 1871.
- Das Naphtaly-Lied. Zürich 1874.
- Naphtalyismus und Darwinismus. Illustrirte Zürcher Neujahrs-Humoreske für 1875. Zürich 1875.
- Die Schützengesellschaft der Stadt Zürich. Schiller & Co., Zürich 1880.
- Festbegleiter am Eidgenössischen Schützenfest in Freiburg, vom 31. Juli bis 9. August 1881. Mit 17 Ansichten von Freiburg und einem Vogelschaubild des Festplatzes. O. Füssli, Zürich 1881.
- Der rothe September zu Zürich. Schiller, Zürich 1881.
- Das verschanzte Lager bei Zürich. Eine politisch-militairische Studie. Schiller, Zürich 1882.
- Die schweizerischen Schützenbataillone und ihre Zukunft. Eine Stimme aus der Armee – an die Armee. Zürich 1882.
- Die Kirchgemeinde Neumünster. Ihr Ursprung und ihre Entwicklung. Hottingen-Zürich 1890.
- ‹Der rothe Teufel›: Mein zehnjähriger Kampf gegen den Umsturz als Redaktor der Schweizerblätter ‹Limmat› und ‹Stadtbote›. Neumünster, Zürich-Hottingen 1890.
- Die geheime Chiffre-Schrift der Anarchisten-, Nihilisten- und Sozialisten-Führer. Leichtfassliche Anleitung zum Chiffriren und Dechiffriren als Muster zur Erlernung dieser ohne Kentniss des Wahlwortes (Schlüssel) unentzifferbaren Geheimschrift. Neumünster, Zürich 1892.
- Der Urtopf mit dem Urschleim. Eine anorganische Schöpfungsgeschichte in sechs Streichen. Aus den hinterlassenen Papyrusrollen … des … Conradinus Cellarius … von Chiridonius Chrügel. Arnold Bopp, Zürich 1905.
- Zürich im Jahre 2000. Ein Zukunftsbild von Chiridonius Chrügel. Arnold Bopp, Zürich 1905.